# Shota Khabareli
Shota Khabareli (géorgien : შოთა ხაბარელი), né le 26 décembre 1958 en RSS de Géorgie, est un judoka soviétique. Il est sacré champion olympique en 1980 en catégorie des moins de 78 kg.
Il est depuis 1997 entraîneur de l'équipe géorgienne de judo et a été nommé meilleur entraîneur européen de judo en 2003, 2006 et 2007 par l'Union européenne de judo.

## Palmarès
| Année | Compétition           | Lieu      | Résultat | Catégorie      |
| ----- | --------------------- | --------- | -------- | -------------- |
| 1979  | Championnats d'Europe | Bruxelles | 2e       | Moins de 78 kg |
| 1980  | Jeux olympiques       | Moscou    | 1er      | Moins de 78 kg |
| 1981  | Championnats d'Europe | Debrecen  | 3e       | Moins de 78 kg |
| 1982  | Championnats d'Europe | Rostock   | 2e       | Moins de 78 kg |
| 1983  | Championnats d'Europe | Paris     | 3e       | Moins de 78 kg |
| 1983  | Championnats du monde | Moscou    | 3e       | Moins de 78 kg |